# Haute-Volta (colonie)
Pour la république qui a succédé, voir République de Haute-Volta.
Pour les articles homonymes, voir Haute-Volta et Volta.
1919–1932
1947–1958
Entités précédentes :
- Haut-Sénégal et Niger

Entités suivantes :
- Haute-Volta (1958-1984)
- Côte d'Ivoire (1932-1947)
- Soudan français (1932-1947)
- Colonie du Niger (1932-1947)

La Haute-Volta était une colonie de l'Afrique-Occidentale française (AOF) établie le 1er mars 1919 à partir des territoires qui formaient auparavant le Haut-Sénégal et Niger et la Côte d'Ivoire. C'est aussi l'année où la direction régionale Afrique occidentale de la Compagnie française pour le développement des fibres textiles (CFDFT), qui avait pour mission d'organiser au mieux la culture du coton, est installée à Bobo-Dioulasso.
La colonie fut dissoute le 5 septembre 1932 et chacune de ses parties était administrée par la Côte-d'Ivoire, le Soudan français et le Niger. 
Après la Seconde Guerre mondiale, le 4 septembre 1947, la Haute-Volta fut recréée dans ses frontières initiales comme territoire d'outre-mer au sein de l'Union française. Le 11 décembre 1958, elle fut reconstituée comme une république autonome sous le nom de République de Haute-Volta au sein de la Communauté française, pour enfin prendre son indépendance totale le 5 août 1960. La Haute-Volta prend le nom de Burkina Faso le 4 août 1984.

## Toponymie
Le nom de Haute-Volta vient de la Volta, le fleuve dont la partie supérieure coule dans la région.
Les habitants de la Haute-Volta sont les Voltaïques.

## Histoire
Du XIe  au XIXe siècle, le territoire de la Haute-Volta était dominé par le Royaume mossi, qui s'y seraient installés après être partis du nord du Ghana. Pendant des siècles, les paysans mossis étaient à la fois soldats et fermiers, et les Mossis défendaient leurs croyances religieuses et leur structure sociale contre les tentatives de conversion à l'Islam par les musulmans qui venaient du nord-ouest.
Quand les Français sont arrivés et ont revendiqué la région en 1896, la résistance des Mossis prit fin par la capture de leur capitale, Ouagadougou.

### Colonie de la Haute-Volta (1919-1932)
Un décret du 1er mars 1919 crée la colonie de la Haute-Volta, par partition de la colonie du Haut-Sénégal et Niger. Son territoire recouvre les cercles de Gaoua, Bobo-Dioulasso, Dédougou, Ouagadougou, Dori, Say et Fada N'Gourma. Son chef-lieu est Ouagadougou. Elle est administrée par un gouverneur, portant le titre de lieutenant-gouverneur, assisté d'un secrétaire général et d'un conseil d'administration.
En 1927, le cercle de Say est rattaché à la colonie du Niger.
Un décret du 5 septembre 1932 supprime la colonie de la Haute-Volta et répartit son territoire entre les colonies du Niger, du Soudan français et de la Côte-d'Ivoire.

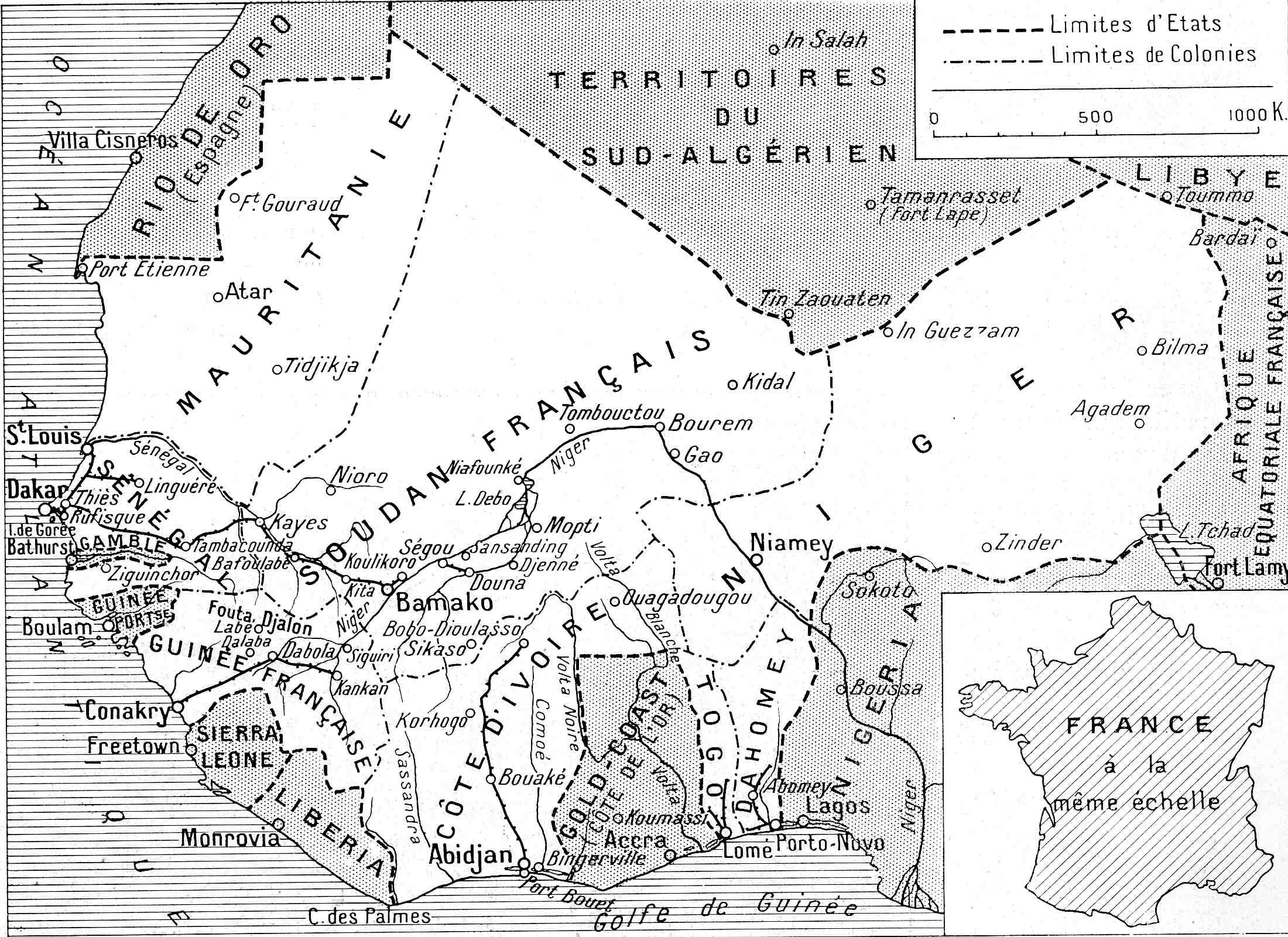
Carte de l'Afrique-Occidentale française en 1936, où les territoires de l’ex-Haute-Volta sont divisés entre les colonies avoisinantes.

Les cercles de Tenkodogo, Kaya, Ouagadougou, Koudougou, Gaoua, Batié et Bobo-Dioulasso ainsi qu'une partie du cercle de Dédougou — boucle de la Volta Noire — sont incorporés à la colonie de la Côte-d'Ivoire (2 011 916 habitants sur 153 650 km2. Les cercles de Fada N'Gourma et Dori — moins le canton d'Aribinda — sont incorporés à la colonie du Niger (278 512 habitants sur 67 850 km2). Les cercles d'Ouahigouya — plus le canton d'Aribinda — et de Dédougou — subdivision de Tougan et rive gauche de la Volta Noire —  sont incorporés à la colonie du Soudan français (708 501 habitants sur 50 700 km2).
Un décret du 13 juillet 1937 crée la « région de la Haute-Côte-d'Ivoire ».

### Territoire d'outre-mer de la Haute-Volta
Après la Seconde Guerre mondiale, les Mossi renouvellent leur pression pour avoir un statut territorial séparé. Le 4 septembre 1947, la Haute-Volta devient à nouveau un territoire ouest-africain.
La population indigène est fortement discriminée. Par exemple, les enfants africains n'ont pas le droit d'utiliser une bicyclette ou de cueillir des fruits aux arbres, « privilèges » réservés aux enfants des colons. Contrevenir à ces règlements pouvait mener les parents en prison.
Une révision de l'organisation des territoires français d'outre-mer commence par le passage de la loi cadre du 23 juillet 1956 dite « loi Deferre ». Cette loi fut suivie par des mesures ré-organisationnelles approuvées par le Parlement français en 1957 et qui assuraient un large degré d'autonomie à chaque territoire. Le territoire devient ainsi une République autonome au sein de la Communauté française le 11 décembre 1958 : la République de Haute-Volta.
Elle accède finalement à l'indépendance le 5 août 1960. Le premier président, Maurice Yaméogo, était à la tête de la section locale du Rassemblement démocratique africain. 
Le 4 août 1984, sous l'impulsion de Thomas Sankara, la Haute-Volta change de nom pour Burkina Faso.

## Représentants
- Conseil de la République (1948-1958) et Sénat (1958-1959) :
  - Blaise Bassoleth, sénateur de 1958 à 1959 ;
  - Christophe Kalenzaga, conseiller de la République et sénateur de 1948 à 1959 ;
  - Bégnon-Damien Koné, sénateur de 1958 à 1959 ;
  - Nouhoum Sigué, conseiller de la République et sénateur de 1948 à 1952 ;
  - Diongolo Traoré, sénateur de 1952 à 1958.

- Assemblée nationale (1948-1959) :
  - Gérard Ouédraogo, député de 1956 à 1959 ;
  - Joseph Conombo, député de 1951 à 1955 et de 1956 à 1959 ;
  - Nazi Boni, député de 1948 à 1955 et de 1956 à 1959 ;
  - Henri Guissou, député de 1948 à 1955 et de 1956 à 1959 ;
  - Mamadou Ouédraogo, député de 1948 à 1955.

## Gouverneurs coloniaux

### Gouverneurs adjoints (1919–1932)
- Édouard Hesling (9 novembre 1919 – 7 août 1927)
- Robert Arnaud (7 août 1927 – 13 janvier 1928)
- Albéric Fournier (13 janvier 1928 – 22 décembre 1932)
- Gabriel Descemet (22 décembre 1932 – 31 décembre 1932)

### Gouverneurs (1947–1958)
- Gaston Mourgues (6 septembre 1947 – 29 avril 1948)
- Albert Mouragues (29 avril 1948 – 23 février 1953)
- Salvador Jean Étcheber (23 février 1953 – 3 novembre 1956)
- Yvon Bourges (3 novembre 1956 – 15 juillet 1958)
- Max Berthet (15 juillet 1958 – 11 décembre 1958)